# Helmut Grunsky
Helmut Grunsky (* 11. Juli 1904 in Aalen; † 5. Juni 1986 in Würzburg) war ein deutscher Mathematiker, der sich mit Funktionentheorie beschäftigte.

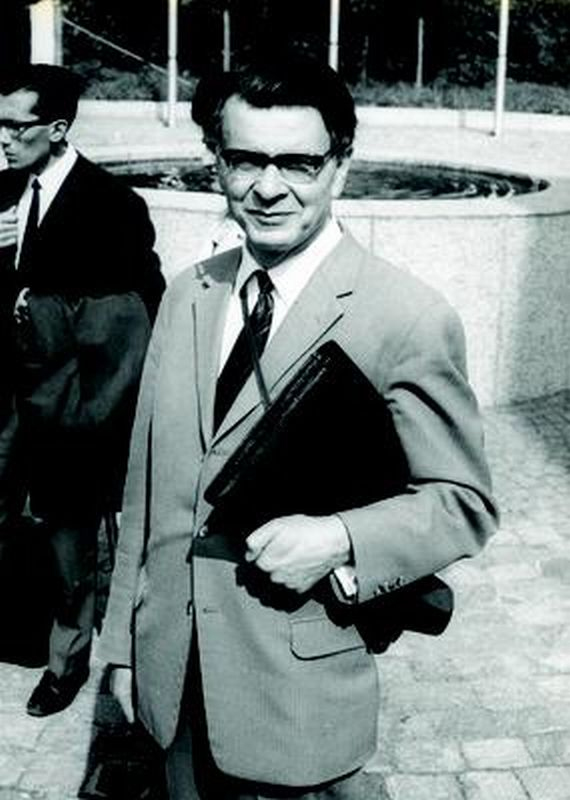
Grunsky 1968 in Eichstätt

## Leben
Nach dem Abitur am Realgymnasium Aalen studierte Grunsky ab 1922 Physik an der Technischen Hochschule Stuttgart und ab 1925 an der Technischen Hochschule Berlin-Charlottenburg, wo er 1927 als Diplomingenieur abschloss. Danach studierte er Mathematik an der Universität Berlin, wo er 1932 bei Ludwig Bieberbach promoviert wurde (Neue Abschätzungen zur konformen Abbildung ein- und mehrfach zusammenhängender Bereiche) und sich 1938 habilitierte (Koeffizientenbedingungen für schlicht abbildende meromorphe Funktionen. Mathematische Zeitschrift). Ab 1930 war er beim „Jahrbuch über die Fortschritte der Mathematik“, zuletzt 1935 bis 1939 als Schriftleiter. In dieser Funktion hat er immer wieder Artikel auch von jüdischen Referenten besprechen lassen. Als er schließlich deswegen u. a. von seinem Doktorvater Ludwig Bieberbach massiv angefeindet wurde, legte er 1939 die Leitung des Jahrbuchs nieder.
Am 19. Februar 1940 beantragte er die Aufnahme in die NSDAP und wurde zum 1. April desselben Jahres aufgenommen (Mitgliedsnummer 7.617.810).
Nach dem Zweiten Weltkrieg, während dessen er im Chiffrierdienst des Auswärtigen Amtes war, war er Gymnasiallehrer in Trossingen und ab 1949 Dozent in Tübingen (nachdem er schon 1942 Dozent in Gießen war). Über seine Entnazifizierung ist nichts bekannt. 1950/51 war er Gastprofessor am Washington State College in Pullman. 1954 wurde er außerordentlicher Professor in Mainz und 1958 ordentlicher Professor in Würzburg, wo er 1972 emeritierte. 1964/65 war er Dekan der Naturwissenschaftlichen Fakultät. 1963/64 war er Gastprofessor an der Technischen Hochschule Ankara. 1973 und 1977/78 war er Research Consultant der Washington University in St. Louis und 1975 Gastprofessor der State University of New York in Albany.
Grunsky war durch seine Arbeiten über schlichte Funktionen bekannt. Die Grunskyschen Ungleichungen charakterisieren die Koeffizienten schlichter Funktionen. Unter anderem gaben Charzynski und Schiffer 1960 damit einen „elementaren“ Beweis der Bieberbachvermutung für den vierten Koeffizienten und Pederson und Ozawa 1968 für den sechsten.
Er war Invited Speaker auf dem ICM in Cambridge, Massachusetts 1950 (Über Tschebyscheffsche Probleme).
Er war seit 1935 verheiratet und hatte drei Kinder, darunter die Söhne Eberhard Grunsky und Wolfgang Grunsky.
Der wissenschaftliche Nachlass von Helmut Grunsky wird in den Spezialsammlungen der Niedersächsischen Staats- und Universitätsbibliothek Göttingen aufbewahrt.

## Schriften
- Oliver Roth, Stephan Ruscheweyh (Hrsg.): Helmut Grunsky. Collected Papers. Heldermann Verlag, Lemgo, Germany 2004, ISBN 978-3-88538-501-1 (Verlagsankündigung).
- Helmut Grunsky: The general Stokes' Theorem (= Applicable Mathematics Series. Band 9). Pitman Advanced Pub. Program, Boston, MA 1983, ISBN 978-0-273-08510-2.
- Helmut Grunsky: Lectures on theory of functions in multiply connected domains (= Studia mathematica: mathematische Lehrbücher. Nr. 4). Vandenhoeck & Ruprecht, Göttingen 1978, ISBN 3-525-40143-4 (englisch).
- Helmut Grunsky: Koeffizientenbedingungen für schlicht abbildende meromorphe Funktionen. In: Mathematische Zeitschrift. Band 45, 1939, S. 29–61 (digizeitschriften.de).
- Helmut Grunsky: Neue Abschätzungen zur konformen Abbildung ein- und mehrfach zusammenhängender Bereiche (= Dissertation Friedrich-Wilhelms-Universität zu Berlin. Schriften des Mathematischen Seminars und des Instituts für angewandte Mathematik der Universität Berlin, Band 1, Heft 4, S. 95–140). B. G. Teubner, Leipzig 1932 (uni-goettingen.de).